# Vila Františka a Marie Novákových
Vila Františka a Marie Novákových je vila zbudovaná v letech 1908–09 v Nezvalově ulici 221 v Hradci Králové pro učitele Františka Nováka a jeho manželku.

## Popis
František Novák oslovil v roce 1908 s poptávkou na návrh vily na nepravidelném nárožním pozemku architekta Jaroslava Pažouta. Pažout dokázal svým návrhem vyjít vstříc konzervativním požadavkům manželů Novákových a vilu opatřil prvky lidové architektury.  Oproti projektu došlo v průběhu realizace k několika drobným změnám (například počet a velikost oken měly být podle Pažoutova návrhu stejné v obou patrech). Stavba byla zahájena na podzim 1908 a dokončena na jaře 1909.
Dům je tvořen dvěma křídly sevřenými v úhlu 120°, tak jsou pak propojena nápadnou polygonální schodišťovou věží s ochozem. Průčelí do Hradební ulice je mohutnější, zaujme především štukovou imitací dřevěného lidového štítu a také štukovými imitacemi okenic. Průčelí směrem do Nezvalovy je užší a zajímavým prvkem je zde imitace hrázdění. Stavba obsahovala celkem čtyři bytové jednotky. Novákovi zřejmě obývali přízemní byt orientovaný směrem na východ, ostatní byty byly využívány jako nájemní. Celá vila byla vytápěna kamny – v každé místnosti byla umístěna jedna.